# إيزابيل كمال
إيزابيل كمال  (28 ديسمبر 1964 -) هي ممثلة وكاتبة ومؤلفة مصرية.

## حياتها ونشأتها
من مواليد 28 ديسمبر عام 1964 في القاهرة. حصلت علي شهادة ليسانس اداب إنجليزي، ودبلوم الأدب المقارن. إيزابيل كمال هي أيضاً كاتبة، وشاعرة، ومترجمة، عملت كممثلة بالبيت الفني للمسرح، التابع لوزارة الثقافة، وقامت بترجمة العديد من الكتب الأدبية العالمية، ومنحت جائزة الدولة التشجيعية في الترجمة العام 2003، كما حصلت ترجمتها لكتاب «القصص التي يحكيها الأطفال» لسوزان أنجيل على جائزة الدولة التشجيعية لعام 2004.

## مؤلفاتها
كتبت ترجمات للكاتب روديارد كيبلنغ، ومختارات من أجمل قصص كيبلنغ، وكتابا الغابة الأول والثاني للكاتب روديارد كيبلنج، وكتاب الضواحي ومسرحيات أخرى لحنيف قريش، وعظام النمر لتيد هيوز، وعدوي اللدود وأحلى سنين لويللا كاثر، والشباب وبريق الميدوزا، ومجموعة قصص للأطفال بعنوان «حكاية الريشة ويشا»، وديوان «دراما العتبات» عن هيئة قصور الثقافة عام 2006، ورسائل من تركيا (1716 - 1718)، وأسطورة برومثيوس في الأدبين الإنجليزى والفرنسى: دراسة في التأثير والتأثر للدكتور لويس عوض، وديوان «خدش الروح» عام 2017، عن الهيئة العامة للكتاب بمصر بعد أعوام من الغياب.

### شعر
تحت عنوان «لم تفهم» قالت:
أقول لك أشياء لا تفهمها / في فمى / لازال الطعم / والرائحة في أنفى
وهمساتك في أذنى / صورتك تملأ حياتى
لازلت الحلم والذكرى / وتصور ذهنى / يملأ الأماكن / والأزمنة
كيف انسكبت أنوثتى / على حنانك / فتجمدنا

## التمثيل
- ينبوع حنان (سهرة تليفزيونية) بطولة حنان ترك، وفؤاد المهندس، وطلعت زكريا[19]
- قلوب عطشى (مسلسل) من إخراج سمير سيف[20][21]
- النسيم العليل عليل (سهرة تليفزيونية) للمخرجة علوية زكي[22]
- دموع صاحبة الجلالة (مسلسل 1993) للمخرج يحيى العلمي[23]
- وادي فيران (مسلسل 1998) قامت بدور سارة، من إخراج علاء كريم[24]
- لعبة الحياة (وداعا أيها الأمل) (مسلسل 1998) للمخرج كمال الشامي[25]
- أم كلثوم (مسلسل 1999) للمخرجة إنعام محمد علي[26]
- أحلام سليمان (مسلسل 1999) للمخرج إبراهيم الشوادي[27]
- سوق المتعة (فيلم 2000) للمخرج سمير سيف[28]
- قسمتي ونصيبي (مسلسل 2001) للكاتب نجيب محفوظ، وإخراج رضا النجار[29]
- الرقص على سلالم متحركة (مسلسل 2001) للمؤلف كرم النجار، ومن إخراج مصطفى الشال[30][31]
- يحيا العدل (مسلسل 2002) من إخراج محمد عبد العزيز[32]
- مارينا مارينا (مسلسل 2002) للمخرج عادل مكين[33]
- خريف آدم (فيلم 2002) للمخرج محمد كامل القليوبي[34]
- القديسة رفقة (مسلسل 2002) للمخرج يوسف كمال رزق[35]
- مصر الجديدة (مسلسل 2004) للمخرج محمد فاضل (مخرج)[36]
- المهنة طبيب (مسلسل 2004) للمخرج أحمد توفيق[37]
- المنادي (مسلسل 2005) للمخرج رضا النجار[38]
- مشاعر في البورصة (مسلسل 2009) للمخرج مدحت السباعي[39]
- أيام الحب والشقاوة (مسلسل 2010) للمخرج صفوت القشيري[40]

## وصلات خارجية
- إيزابيل كمال في موقع سينما.طوم
- «إيزابيل كمال» تصدر «خدش الروح»
- إيزابيل كمال (ممثلة)
- إيزابيل كمال في موقع القارئ
- إيزابيل كمال في موقع كاروهات